# Prinzipal-Kanal
Der Prinzipal-Kanal (auch: Principális- oder Hauptkanal; ungarisch Principális csatorna) ist ein nicht schiffbarer Entwässerungskanal im Südwesten Ungarns, im Komitat Zala.
Der 1802 errichtete Wasserlauf dient primär der verbesserten Entwässerung in der gleichnamigen Niederung (Principális-völgy) nach Süden zum Fluss Mur hin. Eine wirkliche Wasserstraßen-Verbindung der beiden Flüsse Mur und Zala ist heutzutage nicht vorhanden; auf etwa 750 Meter Länge fehlt ein durchgehendes Gewässer bei Misefa.

## Verlauf
Der Kanal verläuft in einem für das Zala-Hügelland typischen Riedel in Nord-Süd-Richtung. Hauptzweck des Kanals ist die Entwässerung von Sümpfen, wie bei der Ortschaft Felsőrajk.
Der höchste Punkt, quasi die Quelle, befindet sich südlich des Ortes Misefa (bei Nagykapornak) auf 159 m im Zala-Hügelland, das hier Höhen bis 305 m (Kő-hegy) erreicht. An der hier verlaufenden Wasserscheide in Feuchtwiesen ist der nach Norden fließende, ebenfalls kanalisierte Foglárbach nur 750 Meter entfernt, welcher nach 20 km Länge
südlich Pakod von rechts in den Fluss Zala mündet, jedoch nicht zum eigentlichen Verlauf des Prinzipalkanals zählt.
Nach seiner Quelle bei Misefa durchquert der Prinzipalkanal und entwässert die sumpfigen Niederungen südlich Nemesrádó und nimmt einige Nebengewässer (von Westen: Kacorlaki-patak, Kürtös-patak, Homoki-patak, Mántai-patak, Berki-patak sowie Bakónaki-patak und Visszafolyós-patak von Osten) auf. Er verläuft westlich der Stadt Nagykanizsa und wendet sich hier leicht nach Südwesten, wobei seine Wasserführung zunimmt (mittlerer Durchfluss: 0,58 m³/s).
In schnurgeradem Verlauf verläuft er entlang der Fischteiche von Miklósfa, ehe er östlich Murakeresztúr dem natürlich gewundenen Verlauf des Baches Berki-patak nach Süden folgt und südlich des Dorfes Kollátszeg unterhalb der Burg Zrínyiújvár und Bahnhaltepunkt Belezna bei etwa 125 m in den slowenisch-ungarischen Grenzfluss Mur mündet, wenige Kilometer vor deren Mündung in die Drau.
Bei Nagykapornak wird der Kanal von der Nationalstraße 76, bei Pacsa von der Nationalstraße 75 überquert, bei Pötrete von der Bahnstrecke Zalaszentiván–Nagykanizsa, bei Korpavar von der Nationalstraße 74. Westlich der Stadt Nagykanizsa wird der Kanal von der Autobahn M7, der Nationalstraße 7 überquert.
Am 7. September 2014 wurden am Pegel Nagykanizsa ein Hochwasserstand von 258 cm abgelesen, im Jahre 1993 wurden 248 cm erreicht. Zum Schutz von einhundert Wohnhäusern in Kiskanizsa mussten Schutzmaßnahmen getroffen werden.

## Städte und Gemeinden am Kanal
Größte Stadt am Kanal ist Nagykanizsa.

## Historische Landkarten

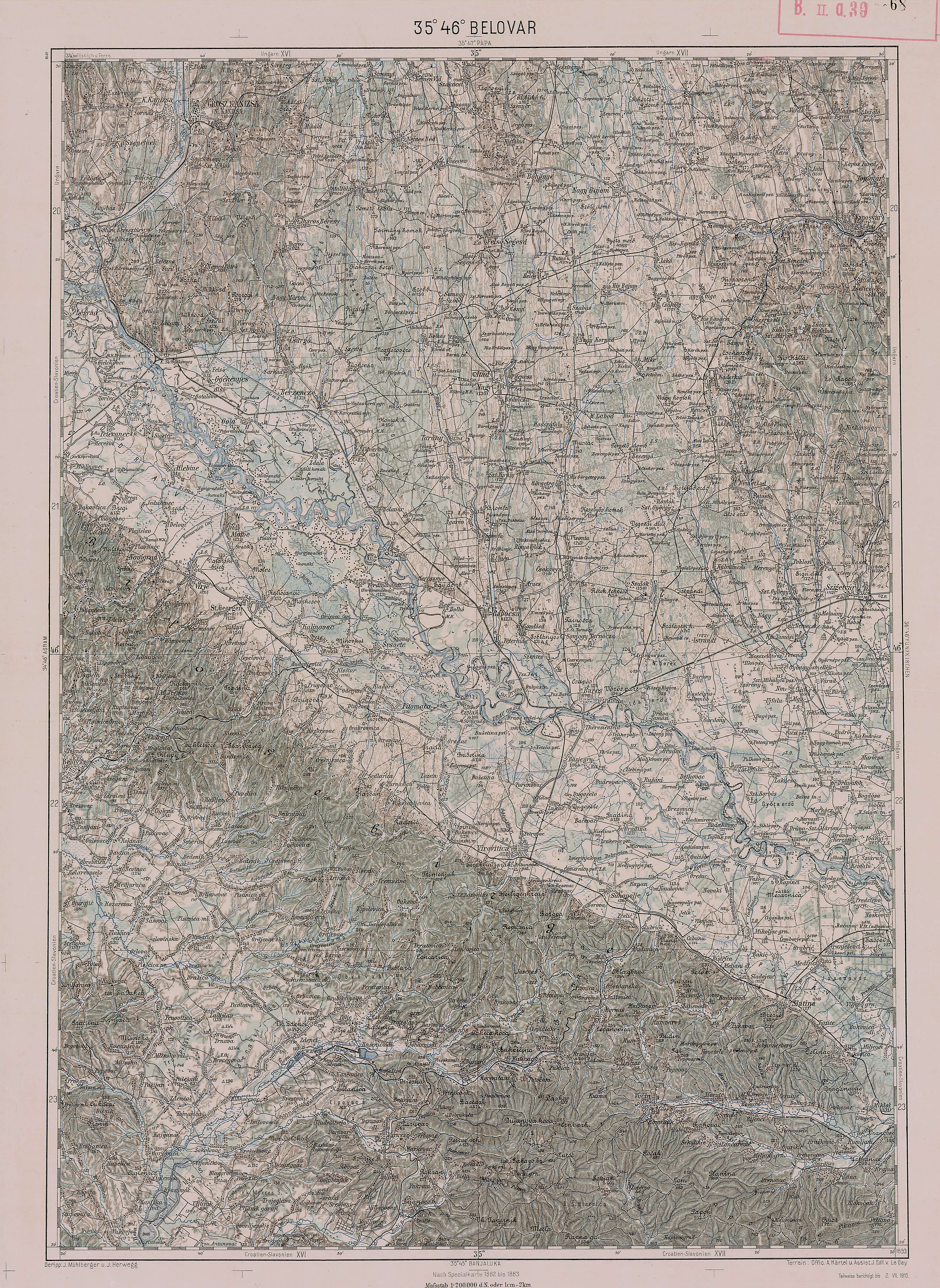
Südlicher Verlauf des Prinzipal-Kanals, Ende des 19. Jh. (Aufnahmeblatt der Landesaufnahme)
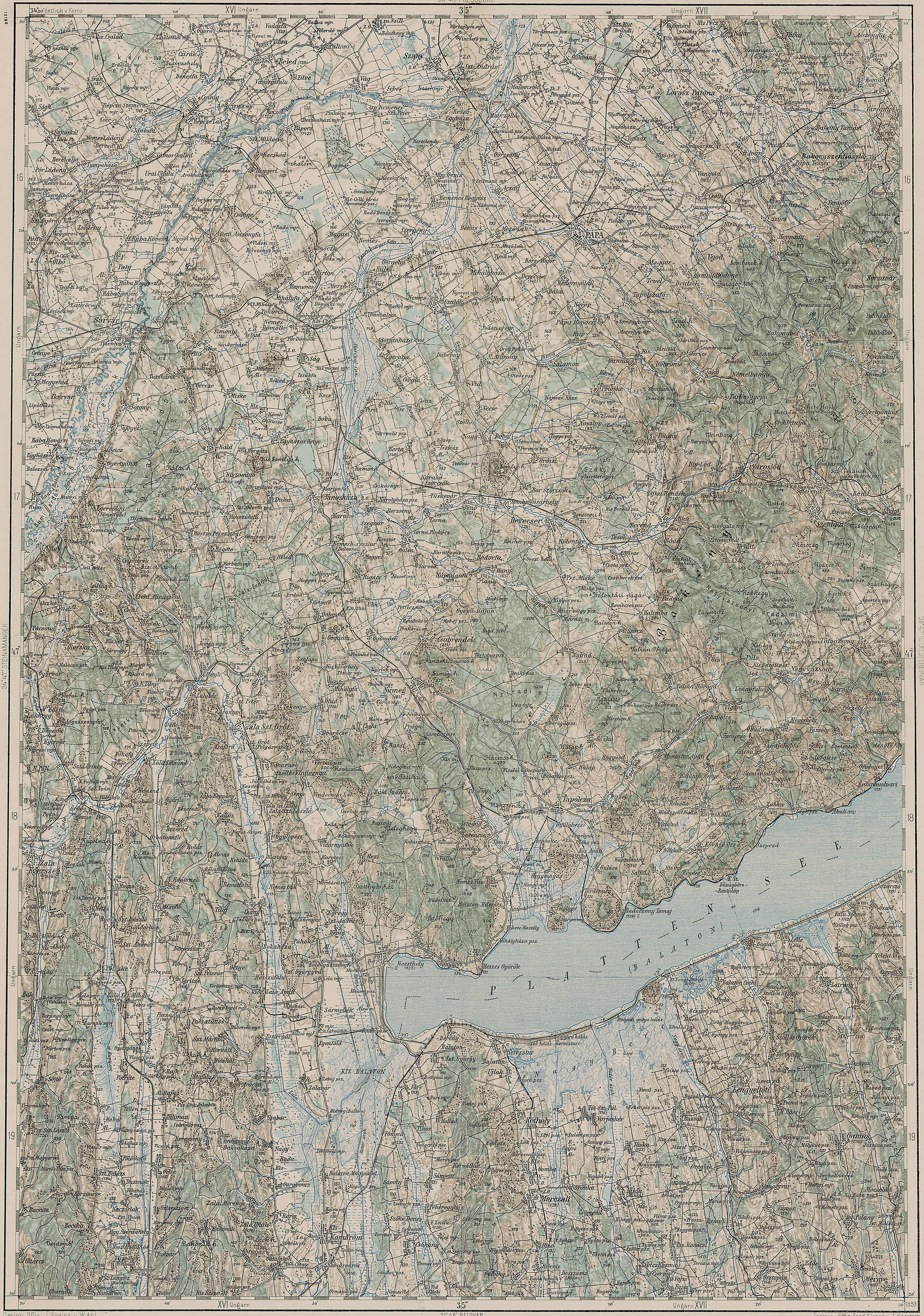
Nördlicher Verlauf des Prinzipal-Kanals